# San Antonio WCT
Il San Antonio WCT è stato un torneo di tennis facente parte del World Championship Tennis giocato nel 1975 a San Antonio negli USA su campi in cemento.

## Albo d'oro

### Singolare
| Anno | Vincitore     | Finalista  | Punteggio     |
| ---- | ------------- | ---------- | ------------- |
| 1975 | Dick Stockton | Stan Smith | 7–5, 2–6, 7–6 |

### Doppio
| Anno | Vincitori                | Finalisti               | Punteggio        |
| ---- | ------------------------ | ----------------------- | ---------------- |
| 1975 | John Alexander Phil Dent | Mark Cox Cliff Drysdale | 7–6(2), 4–6, 6–4 |